# Gemma Atkinson
Pour les articles homonymes, voir Gemma et Atkinson.
Gemma Atkinson, née le 16 novembre 1984 à Bury au Royaume-Uni, est une actrice britannique, personnalité de la télévision et mannequin. 

## Biographie
En 2010, Gemma Atkinson tient le rôle de Celia, puis d'Elaine, dans la pièce Calendar Girls (2008), adaptée par Tim Firth du film du même nom réalisé par Nigel Cole et sorti en 2003.

## Filmographie
- 2003 : Hollyoaks: Leap of Faith (téléfilm) : Lisa Hunter
- 2004 : Hollyoaks: After Hours (série télévisée) : Lisa Hunter (4 épisodes)
- 2005 : Hollyoaks: In Too Deep (téléfilm) : Lisa Hunter
- 2001-2005 : Hollyoaks (série télévisée) : Lisa Hunter (119 épisodes)
- 2005 : Hollyoaks: Let Loose (série télévisée) : Lisa Hunter (13 épisodes)
- 2006 : Hollyoaks: In the City (en) (série télévisée) : Lisa Hunter (20 épisodes)
- 2007 : I'm a Celebrity... Get Me Out of Here!
- 2008 : Command and Conquer : Alerte rouge 3 : Lieutenant Eva McKenna
- 2009 : Command and Conquer : Alerte rouge 3 - Uprising : Lieutenant Eva McKenna
- 2009 : Boogie Woogie : Charlotte Bailey
- 2009 : The Bill (série télévisée) : Ria Crossley
- 2010 : Black Book (téléfilm) : Genie Collins
- 2010 : Baseline : Karen
- 2010 : Night Wolf (13 Hrs) : Emily
- 2010 : The Sweet Shop : Katie Powell
- 2011 : How to Stop Being a Loser : Hannah
- 2011 : Airborne : Harriett
- 2011 : Waterloo Road (série télévisée) : Mandy
- 2011-2014 : Casualty (série télévisée) : Tamzin Bayle (38 épisodes)
- 2013 : Dyatlov Pass Incident : Denise Evers
- 2015-2017 : Emmerdale (série télévisée) : Carly Hope (249 épisodes)